# Banksia drummondii
Banksia drummondii är en tvåhjärtbladig växtart. Banksia drummondii ingår i släktet Banksia och familjen Proteaceae.

## Underarter
Arten delas in i följande underarter:
- B. d. drummondii
- B. d. hiemalis
- B. d. macrorufa